# Стеженська Олена Іванівна
Олена Іванівна Стеженська (нар. 18 січня 1920, м. Одеса — 2 січня 2020, м. Київ) — український вчений в галузі гігієни праці та професійних захворювань. Доктор медичних наук.

## Біографічні відомості
Олена Іванівна Стеженська народилася 18 січня 1920 р. в м. Одеса.
У 1945 р. закінчила з відзнакою Київський медичний інститут імені Олександра Богомольця і вступила до аспірантури.
У 1954 р. захистила дисертацію на звання кандидата медичних наук.
З 1955 р. працює в м. Кривий Ріг як засновник та перший директор Криворізького інституту гігієни праці та профзахворювань.
Від 1960 р. на пропозицію проф. Д. Ф. Чеботарьова повертається до Києва та очолює Лабораторію гігієни праці у новоствореному в Києві Інституті геронтології АМН СРСР.
У 1972 р. захищає дисертацію на звання доктора медичних наук.
Після виходу на пенсію (1995 р.) бере активну участь у роботі Ради організацій ветеранів України, організатор волонтерського руху «Пенсіонер». Керівник Центру «Пенсіонер» (до 2005 р.), далі — Почесний керівник волонтерського Центру «Пенсіонер».

## Наукова діяльність
О. І. Стеженська зробила вагомий внесок у розвиток вітчизняної медичного наукового напрямку гігієни праці та професійних захворювань. Вже в часи навчання в аспірантурі та після неї бере участь у виїзних групових дослідженнях, базою яких стають металургійні комбінати Дніпродзержинська, Дніпропетровська, Донецька, Маріуполя, Кривого Рогу. Комплексне всеосяжне вивчення впливу різних мікрокліматичних умов на здоров'я та працездатність робітників усіх дільниць металургійного циклу, особливо в доменних, прокатних, мартенівських бесемерівських цехах дала можливість розробити практичні рекомендації, які, як правило, приймалися та впроваджувалися в життя.
О. І. Стеженська у 1955 р. засновує та очолює Криворізький інститут гігієни праці та профзахворювань, директором якого вона була до 1960 р., де створює можливості для успішного проведення досліджень науковців шляхом експедицій безпосередньо в робочі цехи та гірничі ділянки задля вивчення умов праці робітників, ризиків професійних захворювань. Рекомендації науковців врахувалися при визначенні, наприклад, норм виробітку, тривалості робочої зміни та ін.
У 1958 р. у Києві відкривається перший на території СРСР Інститут геронтології. У 1960—1995 рр. О. І. Стеженська працює завідувачем Лабораторії герогігієни праці цього інституту. Тема докторської дисертації (1972 р.) — «Герогігієнічна оцінка використання професійно-трудового потенціалу населення СРСР».
О. І. Стеженська автор десятків наукових праць, які друкувалися у вітчизняних та іноземних наукових виданнях, доповідалися на вітчизняних та міжнародних наукових конференціях. Здобуті наукові данні про межі професійної та загальної працездатності були широко використані державними та профспілковими структурами. Зокрема обґрунтували неможливість підвищення пенсійного віку.

## Нагороди
- Грамота Президії Верховної Ради УРСР. (31.05.1982 р.)
- Відзнака президента України. Орден «За заслуги» ІІІ ст. (26.01.2000 р.)
- Почесна Грамота Кабінету Міністрів України. (28.12.2001 р.)
- Почесна Грамота Верховної Ради України. (17.12.2002)
- Міністерство праці та соціальної політики України. Нагрудний знак «За вислугу». (14.01.2005 р.)
- Відзнака ОВУ «Почесний ветеран України». (10.11.2009 р.)